# Helius (Helius) gracillimus
Helius (Helius) gracillimus is een tweevleugelige uit de familie steltmuggen (Limoniidae). De soort komt voor in het Palearctisch gebied.